# 空間大改造
《空間大改造系列》（英語：Casa Series）包含八個系列。每個系列的節目由香港有線電視／奇妙電視有限公司外購日本節目後加工剪輯而成。
節目曾於有線娛樂台及有線第1台播映，最新一輯則於香港開電視（2018年10月27日前稱「奇妙電視中文台」）播映。
李嘉馨（Ali）、許博文（強尼）在本系列的第一至四輯擔任旁白和主持，麥輝則擔任嘉賓主持。第四輯後期，李嘉馨跳槽至無綫電視（後改藝名李佳芯），故改由梁芷珮頂上。第五輯由強尼、李尚正及田學維擔任旁白和主持，麥輝則擔任嘉賓主持。第六輯由張可頤、強尼、王曉君擔任旁白和主持。
首兩輯節目的所有個案均源自朝日電視台的《全能住宅改造王》（第二季）。由第3輯起，節目新增《全能住宅改造王》（第一季）及東京電視台的《超乎想像！住宅改造王》的個案。2021年7月11日至18日，以《空間改造王 韓國篇》的名義播映《LET美HOME》。

## 節目內容
該節目內容為朝日電視台會邀請日本設計師為日本的觀眾重新設計房屋，節目內大部分為面積較細的房屋，設計師會令觀眾的房屋更為有用。但由第3輯開始，節目也有為日本的觀眾由平地設計到建築房屋。
香港有線電視除了為節目配上廣東話旁白外，還加上麥Sir WORKSHOP這個環節，麥輝師傅會在教授觀眾一些修補家中損壞地方的小技巧，還有Mr & Mrs Smart和家居小貼士。

## 播放時間（香港時間）
- 空間大改造3
  - 有線娛樂台
    - 首播時間：2010年10月30日逢星期六晚上11時至午夜12時
    - 重播時間：逢星期二晚上9時至10時

  - 有線第1台
    - 首播時間：2011年8月7日逢星期日晚上11時至午夜12時
    - 重播時間：逢星期一晚上9時30分至10時30分
- 空間大改造4
  - 有線娛樂台
    - 首播時間：2012年2月12日逢星期日晚上8時至9時
    - 重播時間：逢星期四晚上8時30分至9時30分

  - 有線第1台
    - 首播時間：2012年8月19日逢星期日晚上11時至午夜12時
    - 重播時間：逢星期一晚上9時30分至10時30分
- 空間大改造5
  - 高清娛樂台
    - 首播時間：2013年5月5日逢星期日晚上8時至9時
    - 重播時間：逢星期一晚上8時至9時

  - 有線第1台
    - 首播時間：2013年11月3日逢星期日晚上10時至11時
    - 重播時間：逢星期一晚上8時30分至9時30分
- 激活·空間大改造（第六輯）
  - 有線娛樂台
    - 首播時間：2014年4月6日逢星期日晚上8時至9時
    - 重播時間：即晚11時至12時及逢星期一晚上7時30分至8時30分

  - 有線第1台
    - 首播時間：2014年6月29日逢星期日晚上10時至11時
    - 重播時間：逢星期一晚上8時30分至9時30分
- 空間大改造2016
  - 有線娛樂台
    - 首播時間：2016年3月12日起逢星期六晚上11時30分至午夜12時30分
- 空間改造王
  - 奇妙電視中文台／香港開電視
    - 首播時間：2017年7月9日至2020年12月27日逢星期日晚上9時30分至10時30分，2021年1月3日至2022年7月17日逢星期日晚上8時至9時
    - 重播時間：逢星期六早上10時30分至11時30分

## 收視
| 播映日期       | 電視直播收視 | 備註            |
| 2018年6月24日  | 2.1點        | [ 1 ]           |
| 2020年3月1日   | 3.7點        | 最高收視4.1點   |
| 2020年5月17日  | 3.9點        | 最高收視4.6點   |
| 2020年8月16日  | 4.0點        | [ 4 ]           |
| 2020年11月29日 | 4.3點        | [ 5 ]           |
| 2021年1月17日  | 5.0點        | [ 6 ]           |
| 2021年5月30日  | 4.4點        | [ 7 ]           |
| 2021年6月6日   | 3.8點        | [ 8 ]           |
| 2021年6月13日  | 4.1點        | [ 9 ]           |
| 2021年6月20日  | 3.6點        | [ 10 ]          |
| 2021年6月27日  | 4.3點        | [ 11 ]          |
| 2021年7月4日   | 4.2點        | [ 12 ]          |
| 2021年7月11日  | 2.8點        | [ 註 1 ] [ 13 ] |
| 2021年7月18日  | 2.2點        | [ 註 1 ] [ 14 ] |
| 2021年8月15日  | 3.0點        | [ 15 ]          |
| 2021年8月22日  | 2.8點        | [ 16 ]          |
| 2021年8月29日  | 3.5點        | [ 17 ]          |
| 2021年9月12日  | 2.5點        | [ 18 ]          |
| 2021年9月26日  | 4.0點        | [ 19 ]          |
| 2021年10月3日  | 3.9點        | [ 20 ]          |
| 2021年10月10日 | 3.7點        | [ 21 ]          |
| 2021年10月17日 | 3.6點        | [ 22 ]          |
| 2021年10月24日 | 3.5點        | [ 23 ]          |
| 2021年10月31日 | 3.5點        | [ 24 ]          |
| 2021年11月7日  | 3.6點        | [ 25 ]          |
| 2021年11月14日 | 4.0點        | [ 26 ]          |
| 2021年11月21日 | 3.2點        | [ 27 ]          |
| 2021年11月28日 | 3.7點        | [ 28 ]          |
| 2021年12月5日  | 3.4點        | [ 29 ]          |
| 2021年12月12日 | 3.7點        | [ 30 ]          |
| 2021年12月19日 | 3.7點        | [ 31 ]          |
| 2021年12月26日 | 3.2點        | [ 32 ]          |
| 2022年1月2日   | 2.8點        | [ 33 ]          |
| 2022年1月9日   | 4.1點        | [ 34 ]          |
| 2022年1月16日  | 4.3點        | [ 35 ]          |
| 2022年1月23日  | 4.4點        | [ 36 ]          |
| 2022年1月30日  | 2.8點        | [ 37 ]          |
| 2022年2月6日   | 3.7點        | [ 38 ]          |
| 2022年2月13日  | 4.4點        | [ 39 ]          |
| 2022年2月20日  | 4.4點        | [ 40 ]          |
| 2022年2月27日  | 4.8點        | [ 41 ]          |
| 2022年3月6日   | 4.9點        | [ 42 ]          |
| 2022年3月13日  | 5.1點        | [ 43 ]          |
| 2022年3月20日  | 4.6點        | [ 44 ]          |
| 2022年3月27日  | 4.8點        | [ 45 ]          |
| 2022年4月3日   | 4.0點        | [ 46 ]          |
| 2022年4月10日  | 3.5點        | [ 47 ]          |
| 2022年4月17日  | 4.7點        | [ 48 ]          |
| 2022年5月1日   | 4.0點        | [ 49 ]          |
| 2022年5月8日   | 3.6點        | [ 50 ]          |
| 2022年5月15日  | 3.3點        | [ 51 ]          |
| 2022年5月22日  | 3.6點        | [ 52 ]          |
| 2022年5月29日  | 4.1點        | [ 53 ]          |
| 2022年6月5日   | 3.7點        | [ 54 ]          |
| 2022年6月12日  | 4.2點        | [ 55 ]          |
| 2022年6月19日  | 3.6點        | [ 56 ]          |
| 2022年6月26日  | 4.1點        | [ 57 ]          |
| 2022年7月3日   | 5.0點        | [ 58 ]          |
| 2022年7月10日  | 4.5點        | [ 59 ]          |
| 2022年7月17日  | 3.7點        | [ 60 ]          |

1. 1 2  以《空間改造王 韓國篇》的名義播映《LET美HOME》

## 節目調動
- 2023年4月2日：因19:00-21:00直播《國泰/滙豐香港國際七人欖球賽》，當日《空間改造王》改於21:00-21:55播出。

## 外部連結
- 空間大改造@有線電視官方網站 （页面存档备份，存于）
- 空間大改造3@有線電視官方網站 （页面存档备份，存于）
- 空間大改造4@有線電視官方網站 （页面存档备份，存于）
- 激活·空間大改造@有線電視官方網站 （页面存档备份，存于）